# Agrel·lita
L'agrel·lita (NaCa₂Si₄O10F) és un mineral inosilicat. La seva localitat tipus és al Quebec, Canadà.
L'agrel·lita presenta fluorescència rosa en llum ultraviolada tant d'ona curta (magenta) com d'ona llarga (rosa intens).

## Etimologia
El seu nom prové de Stuart Olof Agrell (1913–1996), un mineralogista de la Universitat de Cambridge.

## Formació
Se sol formar en ambients relacionats amb roques ígnies alcalines com ara lents i baines pegmatítiques així com en gneissos màfics en complexos agpaítics metamorfitzats.